# Kościół Przenajświętszej Trójcy w Dźwierzutach
Kościół Przenajświętszej Trójcy – rzymskokatolicki kościół parafialny należący do dekanatu Pasym archidiecezji warmińskiej.
Kamień węgielny pod budowę świątyni został poświęcony w dniu 18 maja 1880 roku, natomiast 19 września 1883 roku dziekan z Barczewa, ksiądz Edward Stock, poświęcił kościół. Budowla została konsekrowana pod wezwaniem Trójcy Świętej i Narodzenia Najświętszej Maryi Panny przez biskupa Filipa Krementza 24 czerwca 1884 roku. 
Budowla jest orientowana, jednonawowa, wybudowana w stylu neogotyckim, murowana z czerwonej cegły i nieotynkowana. Od strony zachodniej jest dobudowana do niej wieża z kruchtą, zwieńczona spiczastym dach hełmowy. Przy wieży jest umieszczone również wejście na chór prowadzące przez półcylindryczną klatkę schodową. Od strony wschodniej jest położone prezbiterium. Korpus świątyni jest oszkarpowany, zwieńczony jest szczytami schodkowymi i dwuspadowym dachem złożonym z dachówki. Ostrołukowe okna są wypełnione maswerkiem. Wnętrze nawy nakrywa strop podparty drewnianymi belkami z poprzecznymi belkami podtrzymującymi. Prezbiterium, niższe od nawy, jest nakryte sklepieniem gwiaździstym.